# Судска власт у Јужном Судану
Судска власт у Јужном Судану (енгл. Judiciary of South Sudan) је Уставом утврђен део Владе Јужног Судана, која је основана 2011. године. Њен задатак је спровођење правде и надледање и одржавање судског система. Наследила је институцију формирану 2005. године на основу Свеобухватног мировног споразума, која је постојала у Аутономном региону Јужни Судан.

## Састав
Судство Јужног Судана састоји се од следећих институција:
- Врховни суд Јужног Судана (највиши суд на челу са врховним судијом Џоном Волом Макеком)
- Апелациони суд
- Виши судови
- Окружни судови